# Elza Mayhew
Elza Edith Mayhew née le 19 janvier 1916 et morte le 11 janvier 2004 à Victoria est une sculptrice canadienne qui travaille principalement le bronze,.

## Biographie
Fille d'Alice Bordman et de George Lovitt, elle est née Elza Edith Lovitt à Victoria, en Colombie-Britannique. Mayhew obtient un baccalauréat de l'Université de la Colombie-Britannique en 1937 et une maîtrise en beaux-arts de l'Université de l'Oregon en 1963. De 1955 à 1958, elle étudie avec Jan Zach, un sculpteur d'origine tchèque basé dans l'Oregon.
En 1938, elle épouse Charles Alan Mayhew, le fils de Robert Mayhew ; Le couple a deux enfants. Son mari décéde en juin 1943 lorsque son avion s'écrase  lors d'un ouragan alors qu'il sert dans l'Aviation royale du Canada,.
Plus tard dans sa vie, Mayhew a souffert de lésions cérébrales causées par un empoisonnement au styrène des moules qu'elle utilise pendant son processus de sculpture Elle décéde à Victoria à l'âge de 87 ans.
Son studio à Victoria a été désigné édifice patrimonial par la ville de Victoria.
Mayhewa produit ses sculptures du milieu des années 1950 aux années 1980. Elle est surtout connue pour ses sculptures abstraites en bronze à grande échelle qui ont été principalement coulées dans une fonderie à Eugene, en Oregon. Elle a produit des œuvres commandées pour des événements internationaux comme Expo 67, Expo 86, pour une foire commerciale internationale à Tokyo, ainsi que pour des institutions publiques comme la Banque du Canada, l'Université de Victoria la Commission de la capitale nationale du Canada et le Musée royal de la Colombie-Britannique.
Colin Graham de la Art Gallery of Greater Victoria a décrit ses sculptures comme "de conception moderne mais ayant des affinités avec le passé, avec des mâts totémiques, des stèles mayas, des sculptures en pierre égyptiennes et d'autres formes hiératiques".

## Prix et distinctions
En 1962, elle reçoit la médaille Otto Beit de la Royal Society of British Sculptors. En 1964, avec Harold Town, elle représente le Canada à la Biennale de Venise. Elle siège au conseil d'administration de l' International Sculpture Center au Kansas de 1968 à 1979. Elle est membre de l'Académie royale des arts du Canada.
Mayhew a fait l'objet d'un film en 1985 Time-Markers: The Sculpture of Elza Mayhew.

## Collections
Son travail fait partie des collections de la Art Gallery of Greater Victoria, du Musée national des beaux-arts du Québec, du Musée des beaux-arts du Canada, de l'Université Simon Fraser et de l'Université de Victoria Sa sculpture Colonne de la mer est située à la Galerie d'art du Centre de la Confédération à Charlottetown.